# Nenad Petrović
Nenad Petrović (en serbio cirílico: Ненад Петровић) (Zagreb, 30 de mayo de 1925 – 21 de marzo de 2014) fue un escritor serbio y uno de las numerosas personas desplazadas después de la revolución comunista de Yugoslavia.

## Biografía
Petrović nació en 1925 en Zagreb y se graduó en la Grande école (Velika škola) de Belgrado en 1944, cuando se unió al movimiento de resistencia nacional, los Chetniks leales del General Dragoljub Mihailović, mientras estaba bajo la ocupación de los Poderes del Eje.
Después de retirarse a Sandzak y  Bosnia en 1944 y 1945, se convirtió en intérprete de las unidades yugoslavas al servicio del Ejército británico en Italia y Alemania. En 1947, llegó a Gran Bretaña como Persona desplazada y primero trabajó como peón de granja y luego como empleado en una empresa industrial. Estudió Economía Política en Londres.
Petrović participó activamente en la asociación Oslobodjenje (Liberación) y fue miembro del consejo editorial de la publicación,  Naša Reć  (Nuestra Palabra) desde 1958 y del consejo editorial de la editorial  Naše Delo  (Nuestro acto).
Desde 1963, fue secretario del "Comité de la Internacional Liberal" para el exilio. Fue miembro de Alternativa Democrática (Serbia), fundada por Desimir Tošić. También fue secretario de la Asociación de escritores y artistas serbios en el exilio.
Petrović participó activamente en el trabajo de la Iglesia Ortodoxa Serbia. Bajo la dirección del profesor Radoje Knežević fue, de 1964 a 1974, corresponsal permanente de "Glas kanadskih Srba" (Voz de los serbios canadienses).

## Obras
Petrović ha publicado en inglés en la  Review of the Study Centre for Yugoslav Affairs los artículos Yugoslav Communist Party Congresses since. the War y The Fall of Alexander Rankovic y en serbio, entre otros, artículos sobre Dimitrije Mitrinović (1967),  El centenario de Lenin  's Birth' ', Vladimir Gacinovic, Risto Radulovic,  Peter Struve.
Ha publicado los siguientes libros: "Las dos caras del comunismo yugoslavo" (1963) y "La hija de Marx" (1973), un estudio crítico de los inicios del Socialismo en Inglaterra. Ha contribuido a los dos volúmenes, "Yugoslavia democrática", artículos titulados: "Por una nueva moral social y política" (1967) y "El despertar del nacionalismo bajo los regímenes comunistas" (1972); en ambas ediciones de las obras seleccionadas de la  Asociación de Escritores y Artistas Serbios en el Exilio  sobre "Nuestra literatura en el exilio" (1973) y "La última monografía sobre Hilandar" (1980). En el registro de veinte años de trabajo y actitudes políticas de la Asociación  Oslobodjenje  Petrovic contribuyó con un artículo titulado: "En la emigración, pero independiente de ella".
En Belgrado ha publicado:  Iz života londonskih političkih emigracija  (De la vida de los emigrantes políticos de Londres) (1998) y  Ogled o smislu i zabludama  (Ensayo sobre sentidos y aberraciones, 2001 ). 